# Терати (Козенца)
Терати је насеље у Италији у округу Козенца, региону Калабрија.
Према процени из 2011. у насељу је живело 114 становника. Насеље се налази на надморској висини од 453 м.